# جوي آدامز
جوي آدامز (بالإنجليزية: Joey Adams)‏ هو صانع أفلام وصحفي أمريكي، ولد في 6 يناير 1911 في نيويورك في الولايات المتحدة، وتوفي في 2 ديسمبر 1999 في مانهاتن في الولايات المتحدة بسبب مرض.

## وصلات خارجية
- جوي آدامز على موقع IMDb (الإنجليزية)
- جوي آدامز على موقع إن إن دي بي (الإنجليزية)
- جوي آدامز على موقع قاعدة بيانات الفيلم (الإنجليزية)